# Horst Ernemann
Horst Ernemann (* 20. März 1930) ist ein ehemaliger deutscher Fußballspieler, der im Mittelfeld aktiv war.

## Karriere
Ernemann absolvierte in der Saison 1956 für den SC Turbine Erfurt unter Trainer Hans Geitel vier Partien in der DDR-Oberliga. Er debütierte am 26. September 1956 beim Heimspiel gegen den SC Wismut Karl-Marx-Stadt, welches 3:3 endete. Vier Tage später erzielte er bei der 3:5-Niederlage beim SC Einheit Dresden die zwischenzeitliche 2:1-Führung für Erfurt. Weiterhin stand er am 7. Oktober beim 1:1 gegen die BSG Motor Zwickau und am 21. Oktober 1956 beim 0:0 bei Fortschritt Weißenfels für Turbine Erfurt auf dem Platz.